# Präsident des Bundespolizeipräsidiums

Rangabzeichen: Vier goldfarbene Sterne mit Eichenlaub auf einer dunkelblauen oder schwarzen Schulterklappe.

Der Präsident des Bundespolizeipräsidiums ist Leiter des Bundespolizeipräsidiums in Deutschland. „Präsident des Bundespolizeipräsidiums“ ist sowohl eine Amtsbezeichnung als auch ein statusrechtliches Amt. Er ist ein politischer Beamter. Das Amt wurde im Rahmen der Neustrukturierung geschaffen und ersetzte den vormaligen Inspekteur der Bundespolizei zum 1. Januar 2008. Das Amt wurde am 1. März 2008 mit Matthias Seeger besetzt. Dieser wurde im Juli 2012 in den einstweiligen Ruhestand versetzt. Am 1. August 2012 übernahm Dieter Romann das Amt.
Der Präsident des Bundespolizeipräsidiums ist Polizeivollzugsbeamter des Bundes, wenn das letzte Amt, das er vor der Verleihung dieses Amtes innehatte, ebenfalls das eines Polizeivollzugsbeamten war.
Während der Inspekteur der Bundespolizei Unterabteilungsleiter der ehemaligen Unterabteilung B II des Bundesinnenministeriums war, leitet der Präsident das Bundespolizeipräsidium als Oberbehörde des Bundes, in die im Rahmen der Organisationsreform einige Aufgaben, die im Bundesministerium des Innern angesiedelt waren, übergegangen sind. Somit ist er Vorgesetzter aller Angehörigen der Bundespolizei in der Oberbehörde Bundespolizeipräsidium sowie der diesem nachgeordneten Bundespolizeidirektionen und der Bundespolizeiakademie. Er erfüllt mit dem Amt unter anderem die berufliche Funktion des Grenzbeauftragten des Innenministeriums.
Das Amt ist Besoldungsgruppe B 9 zugeordnet und höher bewertet als das bis 2008 bestehende Amt des Inspekteurs der Bundespolizei (BesGr. B 7 BBesG).
| Dienstgrad                      |                  |               |
| niedriger: Vizepräsident (OF-8) | Präsident (OF-9) | höher: keiner |